# Chelictinia
Chelictinia is een monotypisch geslacht van vogels uit de familie van de havikachtigen (Accipitridae). De wetenschappelijke naam van het geslacht is voor het eerst geldig gepubliceerd in 1843 door René-Primevère Lesson. De volgende soort is bij het geslacht ingedeeld:
- Chelictinia riocourii – Afrikaanse zwaluwstaartwouw